# Жаботикаба
Жаботикаба (порт. Jaboticaba) — муниципалитет в Бразилии, входит в штат Риу-Гранди-ду-Сул. Составная часть мезорегиона Северо-запад штата Риу-Гранди-ду-Сул. Входит в экономико-статистический микрорегион Каразинью. Население составляет 4145 человек на 2006 год. Занимает площадь 128,053 км². Плотность населения — 32,4 чел./км².

## История
Город основан 30 ноября 1987 года.

## Статистика
- Валовой внутренний продукт на 2003 составляет 36 645 832,00 реала (данные: Бразильский институт географии и статистики).
- Валовой внутренний продукт на душу населения на 2003 составляет 8474,98 реала (данные: Бразильский институт географии и статистики).
- Индекс развития человеческого потенциала на 2000 составляет 0,734 (данные: Программа развития ООН).

## География
Климат местности: субтропический.